# 特立尼达 (古巴)
特立尼达（西班牙語：Trinidad）是古巴中部圣斯皮里图斯省的一个城镇，1988年和附近的洛斯因赫尼奥斯山谷一起列入联合国教科文组织世界遗产名录，由於其在18和19世紀作為糖業貿易中心的重要性，因而成加勒比地區保存最完好的中世紀城市之一。

## 历史
特立尼达成立于1514年12月23日，西班牙征服者迭戈·贝拉斯克斯·德奎利亚尔（Diego Velázquez de Cuéllar）将其命名为至圣特立尼达镇（Villa De la Santísima Trinidad）。弗朗西斯·伊斯纳加（Francisco Iznaga）是古巴西部一个富有的巴斯克地主，于1540年当选为巴亚莫（Bayamo）市长。伊斯纳加是强大家族的创始人，最终在特立尼达定居 。他的后代为了古巴的独立而斗争，1820年至1900年被美国吞并。这是加勒比海地区保存最好的城市之一，当时糖贸易與奴隸貿易是该地区主要的经济支柱。:49–52

## 人口
2004年，特立尼达的人口为73,466人，面积为1,155平方公里，人口密度为63.6平方公里/人。
整个市政分为Primero、Segundo、Tercero、Aguacate、Cabagán、Caracusey、Casilda、Guaniquical、Río de Ay、San Francisco、San Pedro 和 Táyaba。

## 经济
如今，特立尼达主要经济为烟草制造。城市的古老的部分被完好地保存起来，作为古巴的旅游业，带来了经济利益。相反的，一些非旅游地区破损失修，尤其是市中心。

## 旅游
特立尼达这座城市本身就是一个博物馆，從市長廣場開始，在这座500年历史的古城里能夠找到過去西班牙殖民时期的建筑，浓郁的殖民氛围使这座小城市成为该国最吸引人的旅游景点之一。面积只有几个街区，古老的特立尼达以其可爱的鹅卵石街道、彩色房子、以及雄伟的宫殿和广场而驰名。城市可以通过步行或马车在几个小时内参观完毕。
其中包含在世界遺產範圍的建築和廣場包括：
- 聖三一教區教堂（Iglesia Parroquial de la Santísima Trinidad ）
- 陰謀者之家（La Casa de los Consipiradores）：曾是古巴民族主義秘密社團La Rosa de Cuba（古巴玫瑰）的聚會場所
- 特羅瓦的小廣場（Plazuela de la Trova）：周圍環繞著18世紀建造的房屋，包括木製酒吧Casa de la Trova，現在是該城鎮的音樂表演場所。
- 布魯內特宮（Palacio Brunet ）：當地望族博雷爾家族於1812年建造的豪宅，現為浪漫博物館 (Museo Romántico)
- 聖方濟教堂和修道院（Iglesia y Convento de San Francisco）
- 瓜穆哈亞考古博物館（Museo de Arqueología Guamuhaya）：展示了前哥倫佈時期以及西班牙殖民時期的文獻
- 桑切斯伊茲納加之家（Casa de los Sánchez Iznaga ）：詳細介紹殖民時期建築歷史與伊斯纳加家族的展館
- 奧爾德曼奧爾蒂斯之家（Casa de Aldemán Ortiz ）：
- 坎特羅宮歷史博物館（Palacio Cantero – Museo de Historia Municipal ）

另外周遭的洛斯因赫尼奥斯山谷是其最吸引人的名胜之一，与特立尼达共同列入世界遗产。谷裡保存的70座炼糖厂提醒人们糖曾在古巴经济占有的重要地位。

### 世界遺產登录基準
该世界遗产被认为满足世界遺產登錄基準中的以下基準而予以登錄：
- （iv）关于呈现人类历史重要阶段的建筑类型，或者建筑及技术的组合，或者景观上的卓越典范。
- （v）代表某一个或数个文化的人类传统聚落或土地使用，提供出色的典范－特别是因为难以抗拒的历史潮流而处于消灭危机的场合。

## 图册

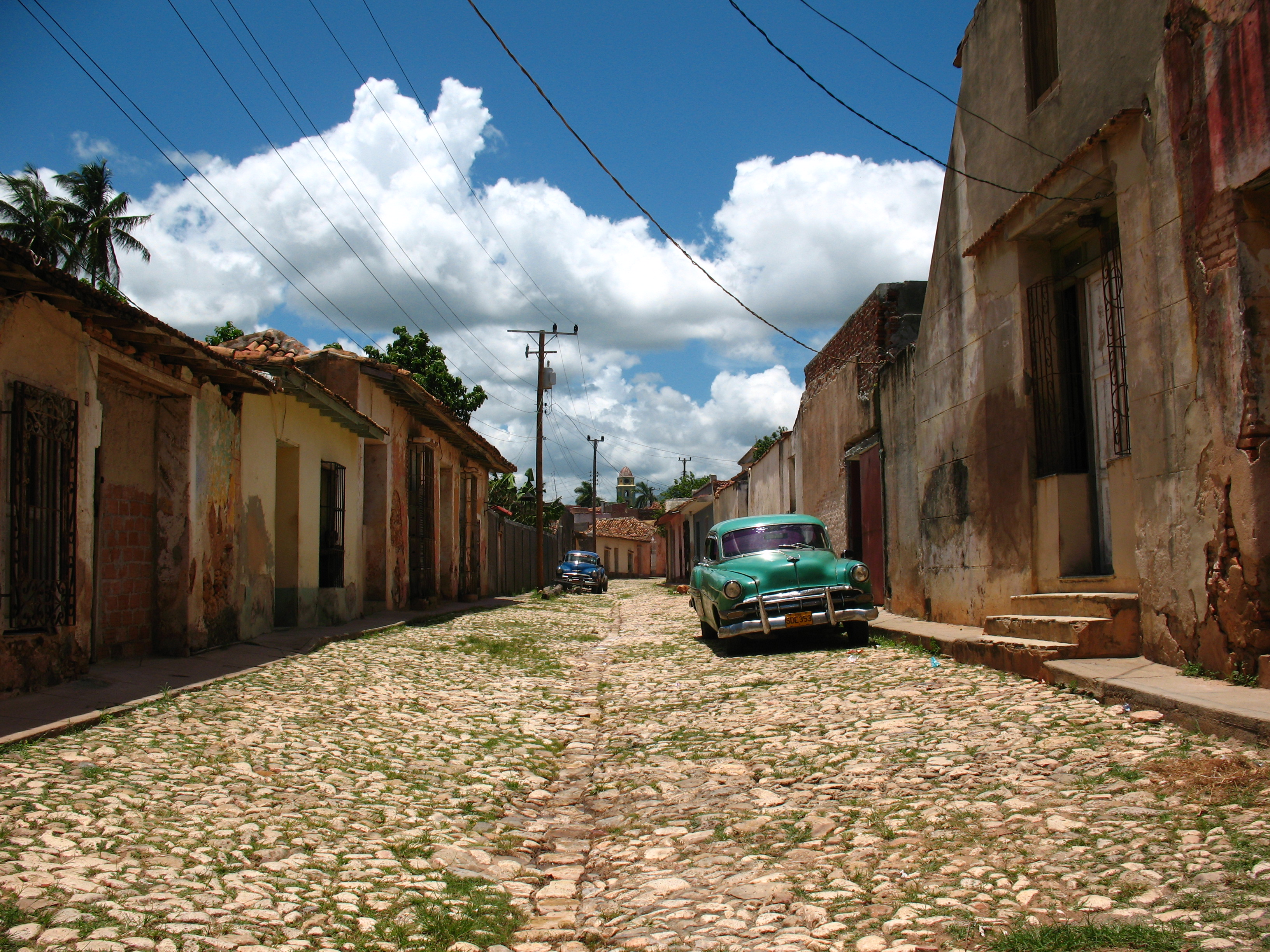
特立尼达的一条道路
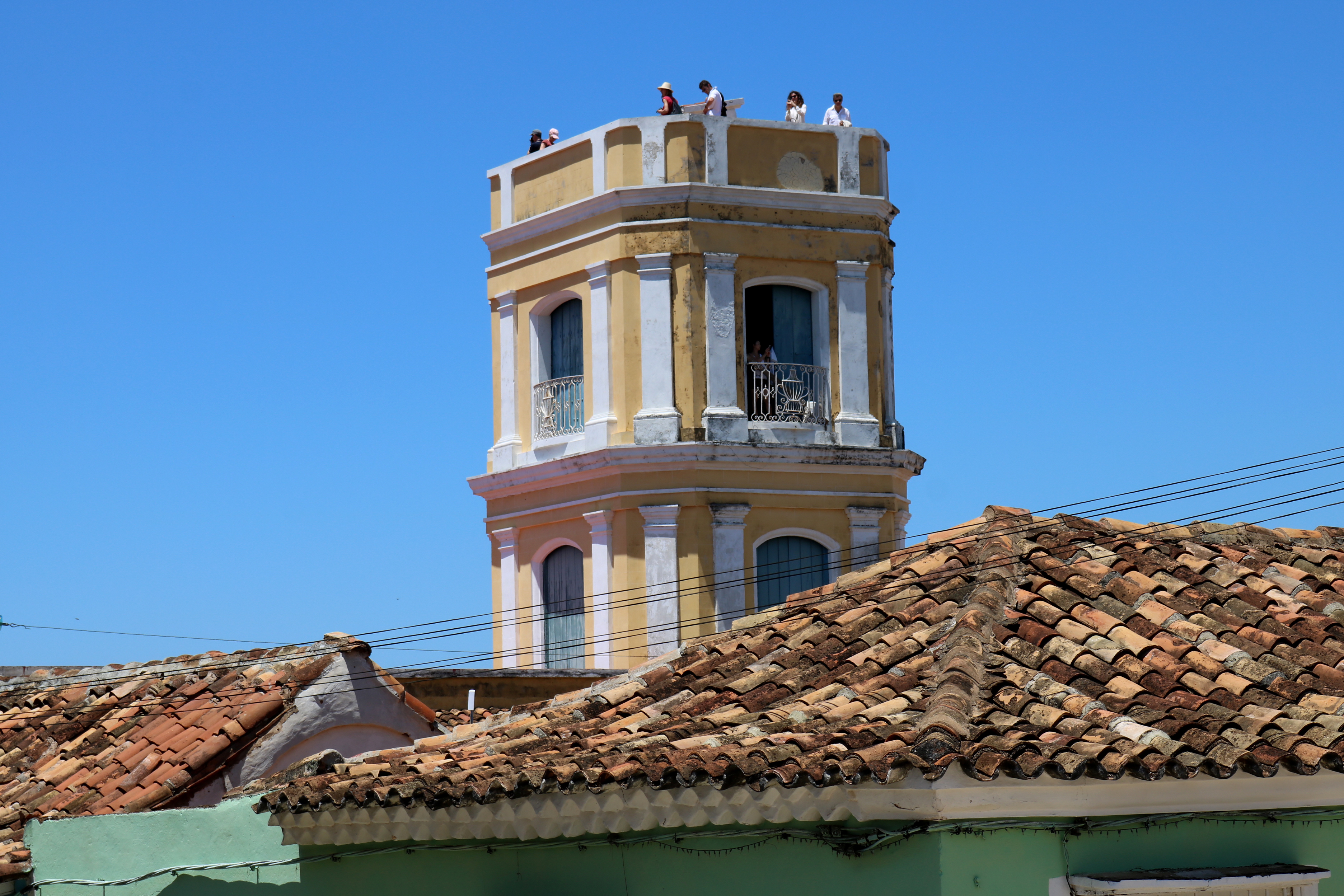
坎特羅宮歷史博物館
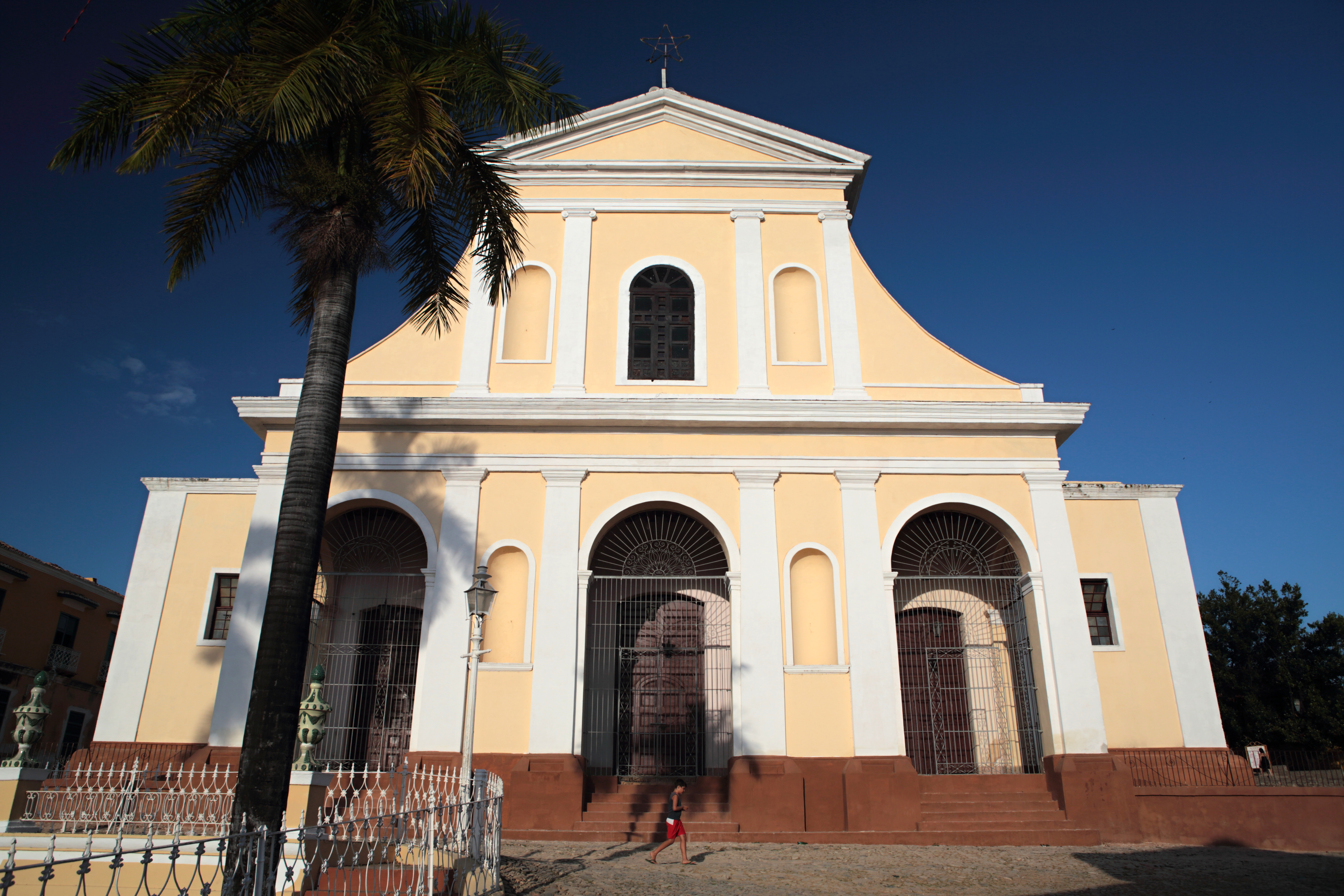
聖三一教區教堂
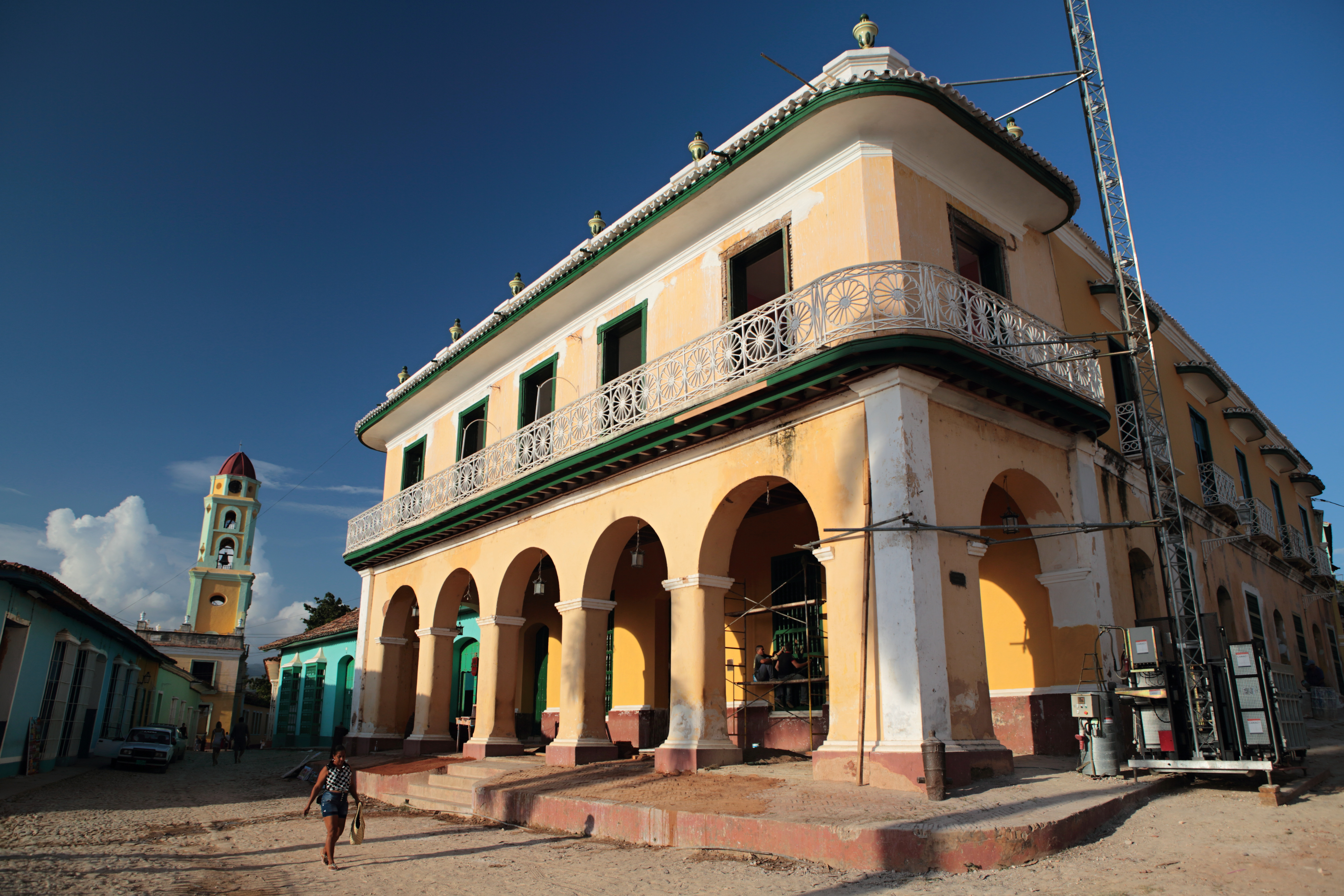
布魯內特宮